# Etruščanska mitologija
Etruščanska mitologija vsebuje celo vrsto obredov in verovanj ter delovanje svečenikov, ki so jih imenovali haruspici in auguri. Prerokovali so iz drobovine žrtvovanih živali, zlasti pomembna so bila jetra. V Piacenzi v Italiji so arheologi našli bronasta jetra, ki so bila poslikana z raznimi simboli in napisi različnih božanstev, ki predstavljajo etruščanski Panteon bogov, obenem pa tudi njihovo predstavo o svetu.
Glavni bog etruščanskega Panteona je Tinia ali Tins, ki je bil gospodar treh vrst strel (bliskov), bil pa je dejansko podrejen najvišjim silam v podobah 12 bogov-svetnikov, ki so se imenovali consentes, to kaže na povezave z astrologijo vzhoda. Šest bogov je bilo moškega spola in šest ženskega spola, kar daje asociacijo na znake zodiaka.
Poleg Tinia so v trojici vrhovnega boga vedno boginja Uni in Menrva. Menrva(Minerva) naj bi se zapisala tudi kot Dne ali grško Atena.
Celotna bronasta jetra so razdeljena na segmente in odvisno od lege segmenta, levo-desno, zgoraj-spodaj, je bilo, kakšne značilnosti ima posamezno božanstvo, je dobronamerno ali je zlonamerno in še kakšno, ki ga še do danes niso uspeli razvozlati. Hepatoskopija - prerokovanje iz jeter je bila sicer razširjena v Babilonu, vendar direktne povezave z Etruščani nima. Arheologi smatrajo, da so najdena bronasta jetra bila učni pripomoček za šolanje mladih prerokovalcev. Jetra imajo v osrednjem delu tri izbokline piramidaste oblike, kar naj bi kazalo na zdravo žival, oziroma na zdravo življenjsko okolje in ravnanje z živaljo, če teh ni bilo, je bil to slab znak, prerokovalec je »opazil« neprijetnosti v bodočnosti mesta, ljudi, okolja in potrebno je bilo napraviti določene »ukrepe«, da se okolje »uravnoteži«.
V bogoslovju so bili Etruščani zelo napredni, imeli so bogato literaturo za to področje, to so bila dela; Libri figurales, Libri rituales, Libri haruspicini, Libri fatales, Libri acherontici ter Libri ostentaria. Te verske knjige so obravnavale obrede, uroke, zarotitve, človeško usodo, posmrtnost, razlago čudežev, spokornost, kesanje. Istočasno pa so bile to tudi zbirke zakonov za ravnanje in vladanje v Etruriji, zelo verjetno pa so bile dostopne le višjim duhovnikom, vladarjem in plemstvu. Knjige so bile verjetno prepisane v Rimu v času kraljevanja Tarkvinija Priska in so bile v veljavi vse do padca monarhije, dokler so bila še vsa verstva enakopravna.

## Etruščanski bogovi in božanstva
Pogosto etruščanske bogove in božanstva kar enostavno vzporejajo z grškimi in rimskimi bogovi in božanstvi kar je v praksi možno samo deloma. Odnosi v etruščanskem panteonu bogov in božanstev so namreč precej drugačni kot so v grškem in kasnejšem rimskem panteonu, zato je treba vzporednice v spodnjem zapisu bogov in božanstev poimenovanih pri Grkih in Rimljanih jemati z rezervo:
- Tinia-vrhovni bog-(pošilja različne strele-bliske) (gr. Zevs, rim. Jupiter)
- Uni-žena Tinia (gr. Hera, rim. Junona)
- Menrva-boginja znanja in bojevanja (gr. Atena, rim. Minerva)
- Turan-boginja lepote (gr. Afrodita, rim. Venera)
- Laran-bog vojne (gr. Ares, rim. Mars)
- Fufluns-bog vina (gr. Dioniz, rim. Bakh)
- Artumes-boginja lova (gr. Artemida, rim. Diana)
- Aplu-brat Artumes (gr. Apolon, rim. Apolon)
- Turms-bog trgovcev in pomorščakov (gr. Hermes, rim. Merkur)

Manjša božanstva so še: Selvans, Sans, Culsans, in mnoga druga.

## Livijevo poročilo
O nasilnem uničevanju etruščanskih knjig poroča Livij v opisih dogodkov v Rimu v času druge punske vojne vojne od 218 pr. n. št. do 201 pr. n. št. in v času, ko je Hanibal oblegal Tarant, piše takole:
»Čim dlje je trajala vojna, pogosteje se je bojna sreča menjavala, zdaj nam v prid, zdaj nam v škodo. Tudi vzdušje med ljudmi ni bilo najboljše zaradi številnih tujih verstev, ki so se vgnezdila v mesto, da si imel že prvi trenutek vtis, kot da so se ljudje in bogovi v Rimu povsem spremenili. Prezirali so rimske obrede pri bogoslužju, in ne samo na skrivaj za obzidjem in v hišah, ampak tudi javno na trgih in celo na samem Kapitolu je bilo videti množice žensk, ki niso darovale našim bogovom, niti niso molile po rimsko. Duhovniki in vedeževalci so zasegli človeški razum in število prebivalstva je še bolj naraščalo ob navalu kmetov v mesto iz strahu pred pomanjkanjem, ker zemlja zaradi dolgoletnih vojn ni bila obdelana, in od zmot svojega bližnjega so svečeniki, kot da bi bilo to dovoljeno, kovali lepe dobičke. Zadeva je prišla pred senat, ki je določil M. Atilija, da reši mesto tujih verstev. On je izdal ukaz, da je dolžan vsakdo, ki ima preroške knjige, molitvenike, ali obrednike za krvave daritve, le te še pred aprilskimi kalendami izročiti njemu-pretorju in nihče ne sme na svetem niti na drugem javnem kraju opravljati daritev po običajih tujcev. V tem letu je izgubilo življenje mnogo svečenikov, tudi vrhovni svečenik Kornelij Lentul.«
To je bil konec etruščanskih prerokovalcev v Rimu, ne pa drugod.

## Plutarhovo poročilo
Plutarh v svojih zapisih detajlno govori o nastanku Rima po etruščanskem obredu. Najprej so ustanovitelji mestne države izkopali jamo mundus in vanjo so zmetali različne plodove, ki so bili potrebni za življenje v hiši. Vsak prisotni je vrgel v jamo prgišče zemlje iz svoje domovine. Jama je bila center, okoli katerega so bile označene konture mesta. Nato je ustanovitelj osebno vpregel bika in kravo v telege s plugom in zarezal globoko brazdo. Število vrat etruščanskega mesta je bilo povezano s številom 3. Skrajni sever - Kardo - (zarezan s plugom) se je končal z akropolo. Tudi organizacija prebivalstva je bila povezana s številom 3, tako so obstajala 3 ljudstva - tribe - vsaka od trib se je delil na 4 kurije, kar sešteto daje naslednjo sakralno število 12. Pri obredu ustanovitve mesta so žrtvovali tudi žival, ker so za vedeževanje potrebovali njena jetra, saj so bila center življenja živali, mesto bivanja njene duše in istočasno ogledalo, katero je prikazovalo stanje kozmosa v trenutku posvetitve.

## Zveza etruščanskih mest
Zveza etruščanskih mest ima od začetka pojavljanja na prostoru današnje Italije neposredno povezavo z zanje zelo pomembnim številom 12. Etrurske zveze mestnih držav so bile skozi vso zgodovino sestavljene iz dvanajstih mestnih držav. Občasno je kakšno mesto odpadlo in so priključili novo, tako da je število ostalo enako. Vsako leto so se sestali predstavniki vseh 12 mest na srečanju v mestu, kjer so imeli tempelj božanstva Voltumna. Na teh srečanjih so prirejali tudi posebne igre zelo podobne olimpijskim igram v Olimpiji. Na teh igrah so se utrjevale politične vezi mest, izvolili so tudi voditelja zveze. Takšen voditelj je nosil častni naslov etrurskih velikašev - lucumon.  Večino teh mest poznamo po ohranjenih imenih, kot so; Tarkvinija, Vulci, Volsinii, Ruseli, Vetulonia, Papulonia, Chiusi, Arezzo, Perugia, Volterra, Fezuli, Cortona in Veii do 4 st. pr. n. št. ko ga osvoji Rim.

## Posebna vloga mesta Spina
Etruščani so bili dobri trgovci, zato so dobro poznali pomen ladij in pomorstva še zlasti pa obmorskih pristanišč. V delti reke Pad so zato ustanovili pristanišče Spina, ki je v antiki stoletja služilo za prekladanje raznovrstnega tovora in blaga z ladij, ki so plule po Jadranskem morju. To mesto-pristanišče je delovalo od 6.-3. st. pr. n. št., ko je bilo verjetno uničeno zaradi več vzrokov. Eden od vzrokov je lahko velika poplava, drugi sprememba toka reke Pad, tretji vdor Keltov v to področje, lahko pa tudi kakšna druga geološka ali zdravstvena sprememba. Pristanišče je bilo zapuščeno in za dve tisočletji zasuto. Arheologi so prvič našli nekropolo mesta leta 1922 v Valle Trebba, nato v letih 1954−1960 v Valle Pega in končno po osuševalnih delih leta 1960, del pristanišča v Valle Mezzano. Tu so najdeni kanali, leseni piloti, mostovi, ceste in zgradbe ter keramične posode, amfore, vrči itd. Danes je veliko teh najdb razstavljenih v muzeju bližnjega mesta Ferrara. Meseca marca 2007 je bil obnovljeni muzej ponovno odprt. Arheologi menijo, da je imelo mesto Spina direktno ladijsko zvezo z Atenami v Grčiji po Jadranskem morju.